# Championnats d'Afrique de lutte 1992
Navigation
Édition précédente Édition suivante
Les Championnats d'Afrique de lutte 1992 se déroulent en avril 1992 à Safi, au Maroc. Seules des épreuves masculines de lutte libre et de lutte gréco-romaine sont disputées.

## Podiums

### Lutte libre
| Catégories | Or                              | Argent                | Bronze                    |
| ---------- | ------------------------------- | --------------------- | ------------------------- |
| 48 kg      | Amos Ojo (NGA)                  | Chaouki Sammari (TUN) | Omar Kedjaouar (ALG)      |
| 52 kg      | Joe Oziti (NGA)                 | Alla Abdelshafy (EGY) | Boutchich Choukri (TUN)   |
| 57 kg      | Tebe Dorgu (NGA)                | Tarek Ibrahim (EGY)   | Abd Enour Boukhaoua (ALG) |
| 62 kg      | Tjaart du Plessis (RSA)         | Idris Jimoh (NGA)     | Omar Kedjaouar (ALG)      |
| 68 kg      | Ibo Oziti (NGA)                 | A. Nothnagel (RSA)    | François Yinga (CMR)      |
| 74 kg      | Barend Petrus Labuschagne (RSA) | Issam El Kodary (EGY) | Okpamen Egbobamien (NGA)  |
| 82 kg      | Okpuro Enekpedekumoh (NGA)      | Marius Vogues (RSA)   | Benjamin Booh Louha (CMR) |
| 90 kg      | Victor Kodei (NGA)              | G. Labuschagne (RSA)  | Abdel Aziz Essafoui (MAR) |
| 100 kg     | Johannes Roussow (RSA)          | Ali Said Gabr (EGY)   | Christian Iloanusi (NGA)  |
| + 100 kg   | Mor Wade (SEN)                  | Jackson Bidei (NGA)   | Kamal Abdou (EGY)         |

### Lutte gréco-romaine
| Catégories | Or                         | Argent                    | Bronze                    |
| ---------- | -------------------------- | ------------------------- | ------------------------- |
| 48 kg      | Abdelmalek El Aouad (MAR)  | Yacine Heriou (ALG)       |                           |
| 52 kg      | Abdelfatah Ashraf (EGY)    | Said Tango (MAR)          | Yacine Benzaid (ALG)      |
| 57 kg      | Yousef Magdi (EGY)         | Abderraahman Naanaa (MAR) | Rudi Palm (RSA)           |
| 62 kg      | Mohamed Ahmed Kamel (EGY)  | Rachid Khar (MAR)         | Abdelkader Derradji (ALG) |
| 68 kg      | Mazouz Bendjedaa (ALG)     | Ahmed Maghoussi (MAR)     | Wilhelm Coetzee (RSA)     |
| 74 kg      | Youcef Bouguerra (ALG)     | Mohamed El-Khodary (EGY)  | Gideon Malherbe (RSA)     |
| 82 kg      | Abdelwarit Mohyddine (EGY) | Lotfi Rahmani (ALG)       | Monty de Beer (RSA)       |
| 90 kg      | Abdelhareth Moustafa (EGY) | Med Naouar (TUN)          | Christopher Snyman (RSA)  |
| 100 kg     | Abdou Kamal (EGY)          | Alioune Diouf (SEN)       | Willem Putter (RSA)       |
| + 100 kg   | Hassan El-Hadad (EGY)      | Bounama Touré (SEN)       | Rachid Belaziz (MAR)      |